# Catherine Clive
Vous lisez un « article de qualité » labellisé en 2015.
Pour les articles homonymes, voir Clive.
Œuvres principales
The Case of Mrs Clive submitted to the Publick, The Rehearsal, or Boys (Bayes) in Petticoats, Every Woman in her Humour, Sketches of a Fine Lady’s Return from a Rout,  The Island of Slaves, différents épilogues
Catherine Clive (dite Kitty Clive), née Raftor  le 5 novembre 1711 à Londres et morte le 6 décembre 1785 à Twickenham est une actrice, cantatrice, dramaturge et poétesse britannique ayant eu une  notoriété importante au XVIIIe siècle. Elle fut moins connue en tant qu'écrivain qu'en tant que comédienne, mais son talent littéraire est de plus en plus commenté. Elle a fait partie de troupes prestigieuses, en particulier celle de David Garrick, et bien que ses qualités d'interprétation fussent multiples, elle s'était fait une spécialité des pièces comiques et, grâce à sa voix de soprano, des opéras-ballades en vogue. La qualité de son art lui valait le respect de tous et la jalousie de certains, mais bien que d'une nature aimable et généreuse, consciente de sa valeur, elle pouvait aussi se montrer coléreuse et inflexible ; aussi, devant ses exigences, les directeurs de théâtre se voyaient-ils souvent contraints de céder et de changer leurs plans. Sa renommée atteignit des sommets sur lesquels elle se maintint pendant toute sa carrière et lorsqu'elle prit sa retraite à Twickenham, elle fut fort appréciée des habitants de la cité pour sa bonté et sa générosité. Mariée sans lendemain, elle s'occupa beaucoup des enfants de sa sœur tout en subvenant aux besoins de ses parents et souvent de ses frères et sœurs dont l'un, James Raftor, la rejoignit sur les scènes de Drury Lane, mais sans jamais se hisser à son niveau, sans doute bénéficiant de la protection de sa célèbre sœur pour se maintenir parmi les acteurs.
Comme écrivain et poète, elle a laissé plusieurs essais et quelques pièces comiques qui sont passés au répertoire. Fait moins connu, elle est aussi l'auteur de longs épilogues en vers, déclamés ou racontés à la fin des représentations, dans lesquels elle déploie son sens satirique et aborde les sujets propres au théâtre ou certains aspects de la société, se faisant l'ardent défenseur des acteurs et surtout des actrices sur lesquelles, tout en admirant leur jeu, le public portait un jugement moral péjoratif en les associant à des prostituées, encore que la vie irréprochable de Kitty ait largement contribué à infléchir cette vision.
Catherine Clive fit l'admiration d'écrivains célèbres, en particulier Dr Johnson, Goldsmith et Henry Fielding qui lui consacra un long panégyrique dans l'une de ses préfaces. Elle continue à susciter l'intérêt et quelques travaux universitaires lui sont consacrés ou ont déjà été publiés.

## La comédienne et cantatrice

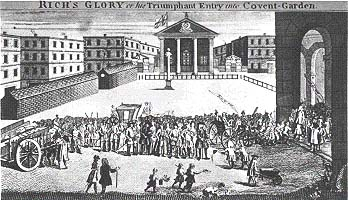
John Rich prenant triomphalement possession du théâtre de Covent-Garden en 1732, caricature de William Hogarth.

La loi sur la censure des théâtres du 21 juin 1737 stipulait, entre autres, que les seuls établissements reconnus étaient ceux de Drury Lane et de Covent Garden. Même si, de temps en temps, des représentations de pièces autorisées se déroulaient dans des salles non patentées, les acteurs professionnels se sentaient emprisonnés dans les théâtres officiels pendant la saison. En 1743, suspectant une entente illicite entre les directeurs Rich de Covent Garden et Fleetwood de Drury Lane, ils se liguèrent pour refuser de jouer la saison suivante à moins de recevoir de meilleurs émoluments et d'être assurés de conditions de travail plus satisfaisantes : les salaires, surtout, étaient versés avec beaucoup de retard et souvent par petites sommes échelonnées, et les acteurs y voyaient un manque de scrupule, voire de la manipulation de la part de leurs gérants. Tel est le climat dans lequel Kitty Raftor se trouve plongée lorsqu'elle rejoint en 1728, à l'âge de dix-sept ans, la troupe de Drury Lane.

### Découverte
Le père de Kitty Clive, William Raftor, était un Irlandais né à Kilkenny, dont la fortune, héritée de son père, a été confisquée par la Couronne après qu'il se fut déclaré partisan de Jacques II. Il avait étudié le droit, mais lorsque le roi Jacques II livra bataille en Irlande, il participa à celle de la Boyne en 1690 et dut suivre les tribulations du vaincu. Par son mérite, il devint officier dans les armées de Louis XIV. Ensuite amnistié, il put revenir en Angleterre où il épousa Mrs Daniel de Fish Street Hill, qui lui apporta une dot substantielle. Parmi leur nombreuse progéniture se trouva Catherine, née en 1711, qui manifesta très tôt des dons exceptionnels pour la comédie et le chant. Alors qu'elle n'avait que douze ans, elle et son amie Miss Johnson, autre génie prometteur mais prématurément décédée, se précipitaient dans le rue pour contempler avec admiration les célébrités de la scène, en particulier Mr Wilks. Selon ses biographes, elle était employée comme domestique dans de riches familles de la capitale. À l'âge de dix-sept ans, l'anecdote veut qu'elle fût remarquée alors qu'elle chantait en nettoyant les marches d'un perron par la communauté théâtrale fréquentant la taverne proche et aussitôt recommandée à Colley Cibber, directeur du Theatre Royal, Drury Lane, qui l'embaucha sur le champ.
La scène a été racontée par un protagoniste, qui commence par décrire le tempérament de la jeune fille, pétillante d'humour et de joie de vivre, avec une façon bien à elle de chanter en manifestant un art précoce et hors du commun. Ces talents, selon ses dires, c'est lui, W. R. Chetwood, et un ami, Mr Theo Cibber, vivant dans la même maison, qui les ont remarqués et ont considéré qu'ils étaient « un passe-port pour le théâtre », ; et il poursuit :
« We recommended her to the Laureat, whose infallible Judgment soon found out her Excellencies; and the moment we heard her sing, put her down in the List of Performers at twenty Shillings per Week. Nut never any Person of her Age flew to Perfection with such Rapidity; and the old discerning Managers always distinguis'd Merit by Reward. Her fist Appearance was in the play of Mithridates King of  Pontus, in Ismenes the Page to Ziphares, in Boy's Cloaths, where a Song proper to the Circumstances of the Scene was introduced, which she performed with extraordinary Applause. But after this, like a Bullet in the Air, there was no distinguishing the Track, till it came to its utmost Execution. »
« Nous la recommandâmes au Lauréat dont l'infaillible jugement eut tôt fait de découvrir ses merveilleuses dispositions ; et dès que nous l'eûmes entendu chanter, il l'inscrivit sur la liste des exécutants pour vingt shillings par semaine. Jamais personne de son âge ne se hissa à la perfection aussi rapidement, et les directeurs, en leur expérience, récompensaient sans faillir le mérite. Sa première apparition sur scène fut dans Mithridate, roi du Pont pour le rôle d'Ismenes, page de Ziphares, qu'elle interpréta habillée en garçon, avec une aria appropriée aux circonstances qui reçut un accueil exceptionnel. Après quoi, telle une balle de fusil, on ne put suivre sa trajectoire qu'au travers de son parfait résultat »
Il existe une autre version de cette anecdote, avec d'autres personnages, que présente Percy Fitzgerald dans sa biographie de l'actrice, tout en la mettant d'ailleurs en doute sous le prétexte qu'il est fort improbable que la fille d'un officier, fût-il ruiné, ait pu être employée comme domestique. La scène est racontée par l'acteur Charles Lee Lewes (1740–1803) qui dit la tenir de Mr Thomas Young, :
« She was originally […] servant to Miss Eleanor Knowles, afterwards Mrs Young. […] When Mrs Clive lived with Mrs Knowles, who then lodged at Mrs Snell's, a fan painter in Church Row, Houndsditch, Mr Watson, many years boxkeeper at Drury Lane and Richmond, kept the Bell Tavern, directly opposite to Mrs Snell's. At this house was held the Beefsteak Club, instituted by Mr Beard, Mr Dunstall, Mr Woodward, &c. Kitty Raftor, being one day washing the steps of the house, and singing, the windows of the club room being open, they were instantly crowded by the company, who were all enchanted with her natural grace and simplicity. This circumstance alone led her to the stage, under the auspices of Mr Beard and Mr Dunstall. »
« À l'origine, elle était la domestique de Miss Eleanor Knowles, ensuite Mrs Young. […] Lorsque Mrs Clive vivait chez Mrs Knowles, qui résidait alors chez Mrs Snell, peintre d'éventails dans Church Row, Houndsditch, Mr Watson, qui avait longtemps été gardien de loge à Drury Lane et Richmond, tenait la Taverne de la Cloche (Bell Tavern) juste en face de chez Mrs Snell. C'est dans cet établissement que se réunissait le Beefsteak Club, fondé par Messrs Beard, Dunstall, Woodward, etc. Kitty Raftor lavait un jour les marches de la maison tout en chantant et, les fenêtres du club se trouvant ouvertes, elles furent aussitôt assaillies par toute l'assistance qui s'enchanta de sa grâce et de sa simplicité naturelles. C'est cette seule circonstance qui la conduisit à la scène sous les auspices de Mr Beard et de Mr Dunstall. »

### Carrière

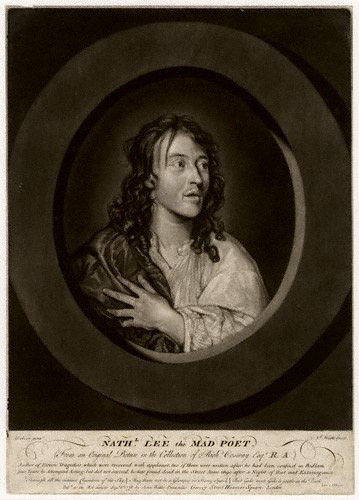
Nathaniel Lee.
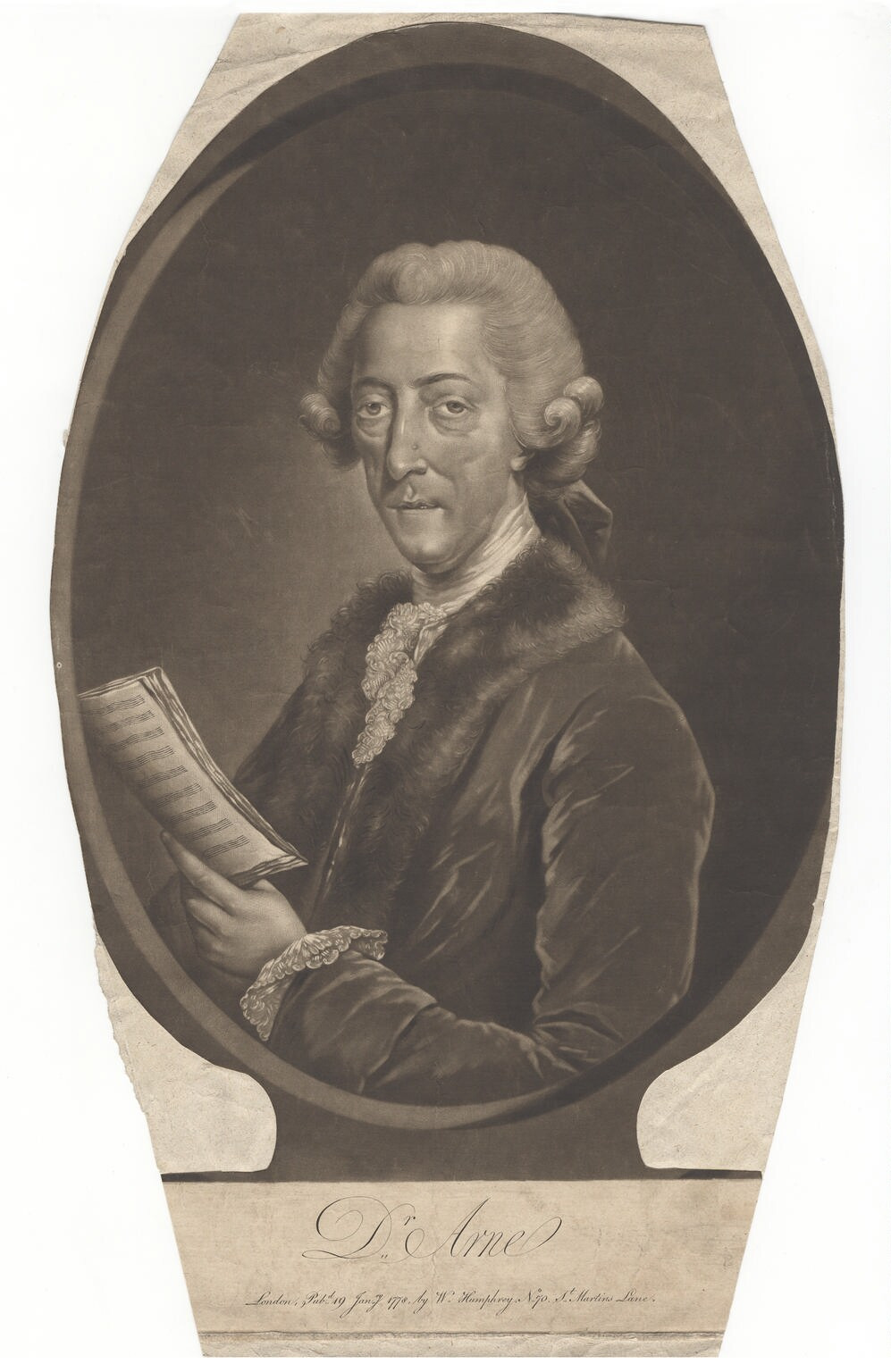
Thomas Arne.
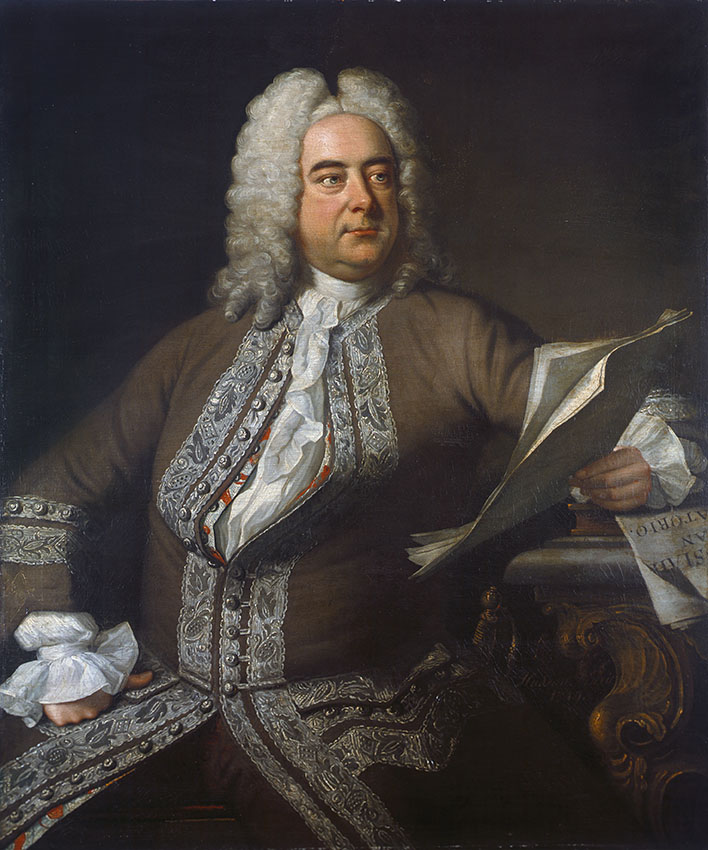
Georg Friedrich Haendel.
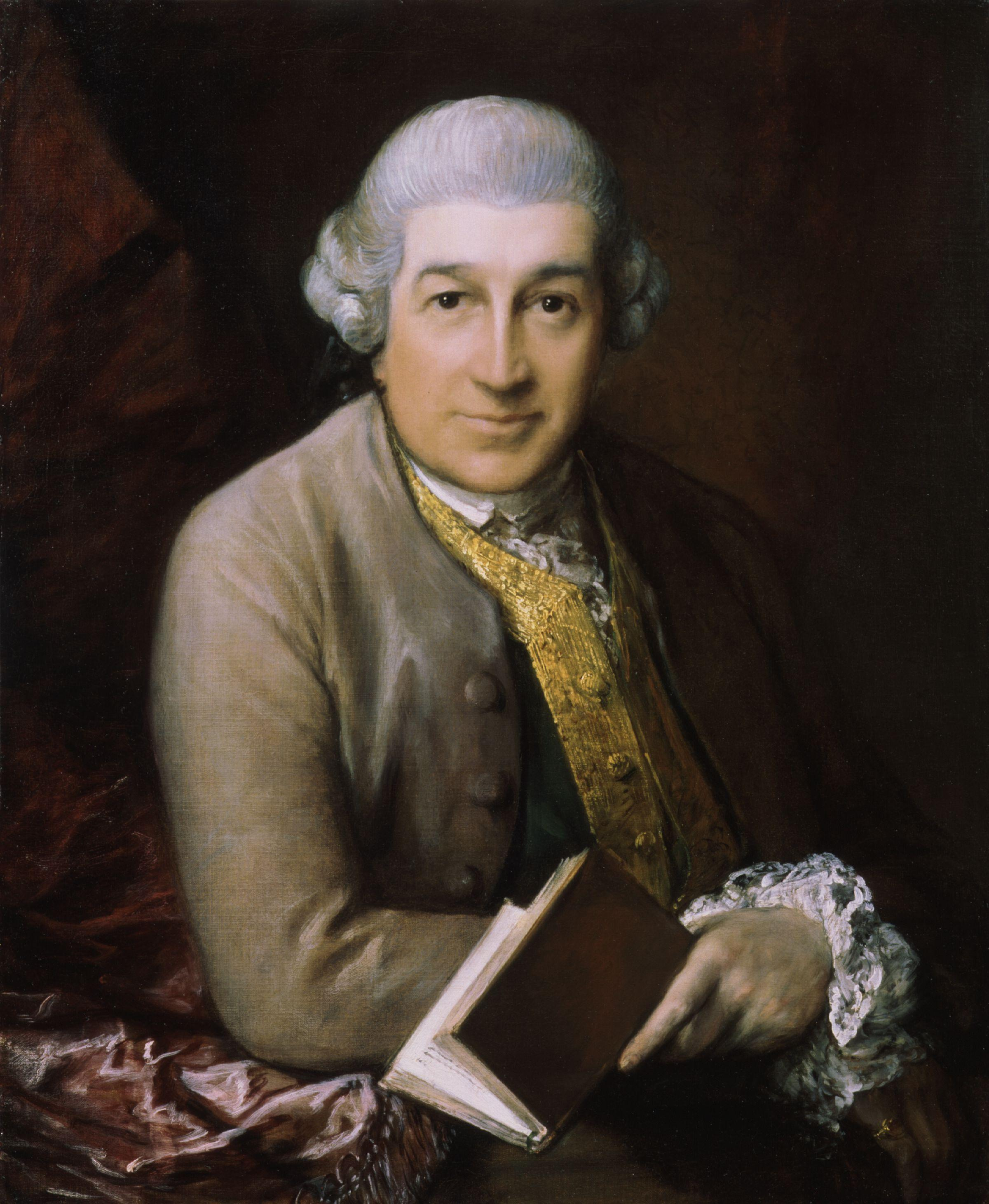
David Garrick par Thomas Gainsborough.

D'abord admirée pour sa voix, Kitty Clive donna vite la démonstration de ses talents de comique et de mime, si bien que sa carrière oscilla du lyrique à la comédie, encore qu'elle fut parfois sollicitée pour des rôles tragiques.

#### Les rôles principaux

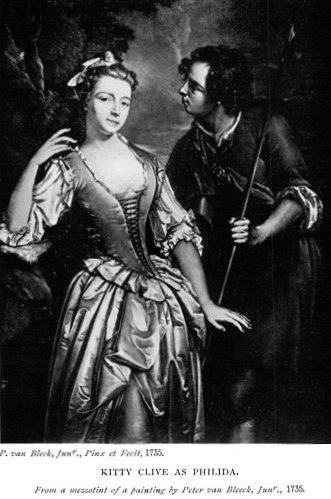
Kitty Clive dans le rôle de Phillida, dans Damon and Phillida version abrégée de Love in a Riddle, manière noire, 1735.

Son premier rôle au théâtre de Drury Lane auquel elle resta fidèle pendant toute sa carrière, à l'exception de deux saisons à Covent Garden de 1743 à 1745, fut celui du page Immenea dans la tragédie de Nathaniel Lee, Mithridate, King of Pontus. Pendant les années 1730, son succès ne cessa de grandir au point qu'elle devint la comédienne la plus en vue des scènes londoniennes. Soprano, c'est à elle que revint le privilège de créer le rôle d'Emma et Venus dans les masques Alfred et The Judgement of Paris de Thomas Arne, et en 1743 celui de Dalila dans l'oratorio Samson (HWV 57) de Haendel.
En 1747, elle rejoignit la compagnie théâtrale de David Garrick. Le célèbre acteur, directeur de la troupe, ne la trouva pas toujours facile à manier : un jour de 1765 elle lui écrivit une lettre coléreuse, « Monsieur, Je vous serais obligée de bien vouloir me faire savoir si c'est sur votre ordre que mes émoluments ont été interrompus samedi dernier »,. Nombreuses, en fait, furent les lettres au vitriol qu'elle lui a adressées lorsqu'elle avait l'impression que ses intérêts ou ceux de ses amis étaient lésés. Garrick ne lui en tenait pas longtemps rigueur, leur estime était réciproque, et Kitty Clive fut membre de sa troupe pendant vingt-deux ans jusqu'à ce qu'elle prît sa retraite. Il n'en demeure pas moins que Tate Wilkinson, lui-même acteur et directeur de théâtre à Leeds, la décrivit comme « un mélange de combustibles ; elle était passionnée, coléreuse et vulgaire, souvent en simultané »,.
William Rufus Chetwood raconte la première en soirée de Love in a Riddle (« L'Amour en une énigme »), opéra pastoral écrit par « le Lauréat », c'est-à-dire Colley Cibber. Le public était rétif, décidé à ne point écouter, ce qui était, écrit-il, habituel « avec les auteurs de mérite ». Et Miss Raftor parut dans le rôle de Phillida, alors « le rugissement monstrueux s'arrêta d'un coup. Quelqu'un, dans une loge de scène proche d'où je me trouvais, cria à son compagnon dans ce style élégant : « Morbleu, Tom, fais attention, ou ce charmant petit diable va tout sauver »,.

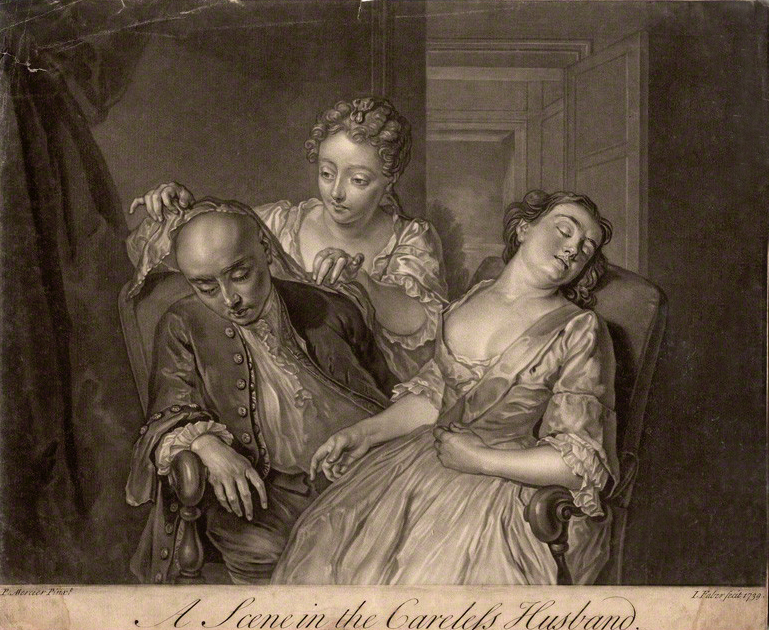
Lady Easy dans The Careless Husband, par John Faber, d'après Philip Mercier, mezzotinto, 1739, National Portrait Gallery Londres.

La mode de l'opéra-ballade lui seyait à merveille, parfaitement adaptée à sa voix et à ses talents comiques. Dans le genre, elle fut particulièrement remarquée pour le rôle de Nell dans The Devil to Play (« La Galère à jouer ») de Charles Coffey où elle incarnait la femme d'un cordonnier transformée en dame du manoir, celui de Flora dans The Wonder (« La Merveille »), de Lady Bab dans High Life Below Stairs (« la Grande Vie au sous-sol »), Catherine dans Catherine and Petruchio, d'après La Mégère apprivoisée de Shakespeare, toutes les deux de David Garrick, Mrs Heidelberg dans The Clandestine Marriage (« Le Mariage clandestin »), de Garrick et Thomson. Henry Fielding lui écrivit plusieurs rôles, par exemple ceux de Chloe dans The Lottery (« la Loterie ») et de  Lappet dans l'adaptation de L'Avare de Molière en 1732, et c'est elle qui joua très longtemps Polly Peachum, le rôle le plus convoité du répertoire du célèbre Opéra du Gueux de John Gay, ce qui lui valut les louanges du Daily Journal qui, pour l'occasion, l'appela « La Chérie de l'époque » (The Darling of the Age).

#### La polémique Cibber-Clive
Deux personnages féminins dominent l'opéra-ballade The Beggar's Opera de John Gay par leur stature théâtrale, les jeunes Polly Peachum et Lucy Lockit, toutes deux filles des protagonistes masculins et attachées peu ou prou au héros de l'histoire. Le rôle de Polly sur lequel Kitty Clive exerçait un monopole sans partage conduisit quelques années plus tard à une âpre polémique, dite la polémique  « Cibber-Clive », lancée par l'épouse de l'acteur Theophilus Cibber, elle-même excellente cantatrice, qui le revendiqua et y fut nommée sans préavis par Fleetwood, le directeur du théâtre, engageant aussitôt les répétitions.

##### Les filles et le bandit
Polly, fille de Peachum, prétendu avocat préposé à la capture et la défense des voleurs, mais intrigant dévoyé et sans scrupule, a secrètement épousé Macheath, célèbre bandit de grand chemin. Les Peachum, après moult supputations concernant leur intérêt, décident de le supprimer. Cependant, la prévoyante Polly l'a caché, mais il se laisse aller à une imprudence fatale : lassé par sa solitude, il se rend dans une taverne où il est vite entouré de femmes à la conduite distinguée mais expertes à faire les poches et à inviter à l'étage. Comme figurent parmi elles deux complices des Peachum, Macheath se retrouve bientôt à la prison de Newgate ; cet établissement est dirigé par un acolyte de Peachum, Lockit, dont la fille, Lucy, est une ancienne fiancée du prisonnier, à qui se présente enfin l'occasion de jeter à cet amant infidèle toute l'amertume de sa vindicte. Macheath arrive à l'apaiser lorsqu'inopinément, survient Polly qui, au grand dam du prisonnier, clame sa joie de revoir son mari. En aparté, Macheath susurre à Lucy que cette femme-là est folle et Lucy, apparemment convaincue, vole le trousseau de clefs de son père et ouvre la cellule. Cette évasion plonge Lockit dans une nouvelle perplexité : si Macheath est repris et pendu, sa fortune échoira légalement à Peachum ; aussi les deux parents unissent-ils leurs efforts, retrouvent la cachette du fuyard et se partagent tous ses trésors.
Polly, quant à elle, se rend chez Lucy pour tenter un compromis ; en fait, elle échappe de justesse à un verre empoisonné que Lucy lui a préparé. Entretemps, les deux jeunes femmes apprennent que leur amant a été capturé et faisant fi de leur rivalité, plaident pour sa vie auprès de leurs pères. L'histoire se complique, quatre femmes se présentant comme enceintes des œuvres du condamné qui s'est résigné à la potence. C'est alors que le mendiant-narrateur, tout en faisant remarquer que la morale exigerait la peine capitale, sollicite l'avis du public qui penche pour une fin heureuse. Macheath se voit donc libéré, et tous célèbrent son mariage avec Polly par une danse de joie et de réconciliation.

##### La lutte pour le rôle de Polly

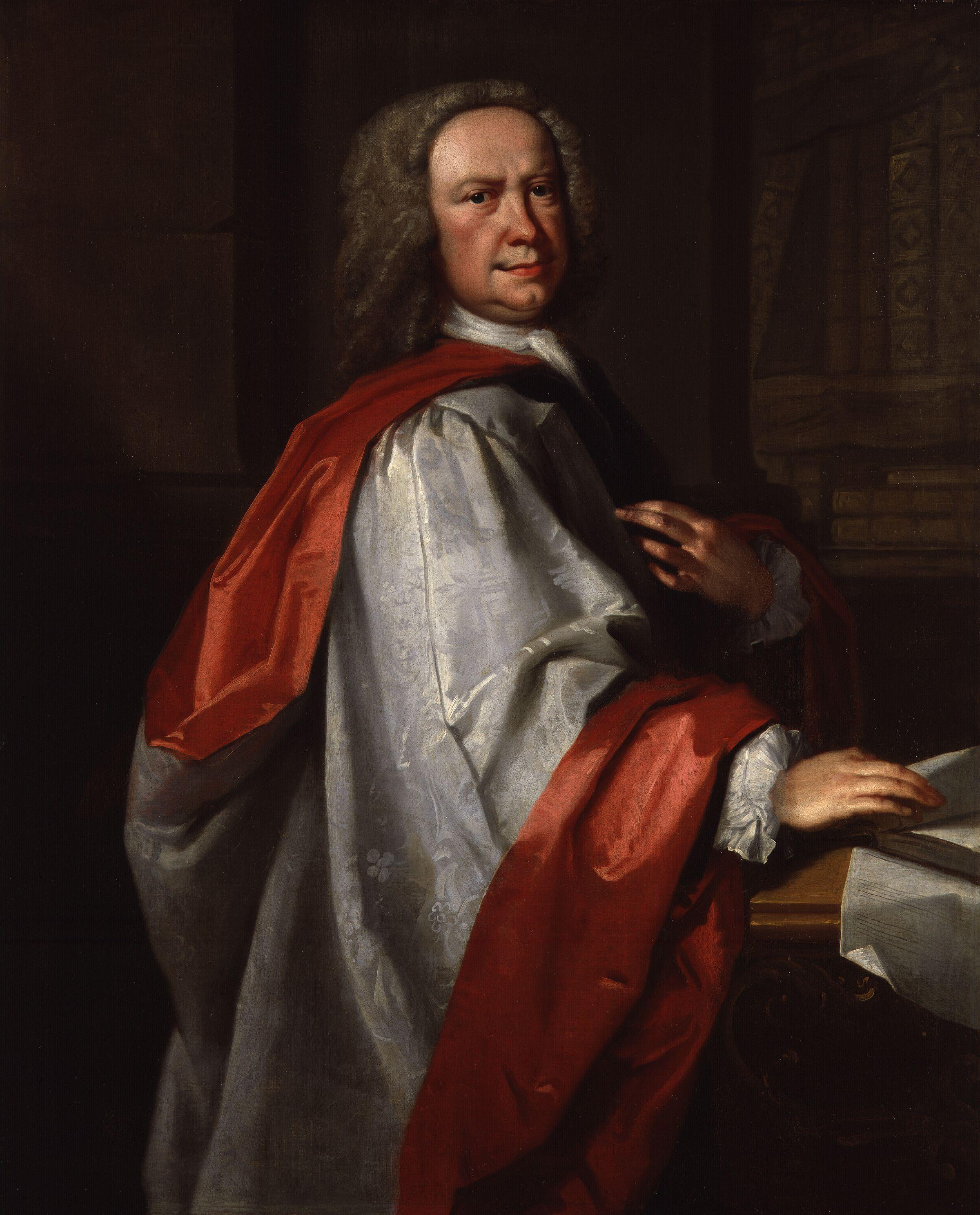
Johann Christoph Pepusch, auteur de la partition de L'Opéra du Gueux, par Thomas Hudson.

La réaction de Kitty Clive ne tarda point, par presse interposée, à se faire connaître : elle refusait le rôle, tout aussi important, de Lucy Lockit qui lui était alloué, sur quoi, pour ne point offenser la vedette, il fut aussitôt mis un terme aux répétitions : fin du premier acte. Mais le projet refit surface au mois d'août de la même année : Clive rétorqua en brandissant aussitôt la menace de changer de théâtre et s'établit alors un âpre dialogue par voie de presse entre elle et un certain K. Z., en qui tous reconnurent Theophilus Cibber ; la polémique remplit tout Londres pendant plusieurs semaines et, une fois encore, Fleetwood capitula, attribuant le rôle de Lucy à la cantatrice Hannah Prichard, Susannah ayant été mise sur la touche : fin du deuxième acte. Quelques années plus tard, le 17 mai 1742, Susannah réapparut en Polly et conserva le rôle jusqu'en 1747 malgré la farouche opposition de Kitty Clive, mais vint enfin le jour où ce que le public londonien attendait depuis plus de dix ans se produisit, Susannah et Kitty réunies, la première en Polly et la seconde en Lucy, fin de l'acte III.
Cette valse-hésitation, ces pressions, ces polémiques témoignent d'un lent changement de mentalité au sein du public quant à l'interprétation de ce personnage : entiché au début de Kitty Clive, renommée pour ses piquantes et accortes incarnations de filles de la campagne, sottes ou sages, et de servantes à la langue acérée débrouillardes à souhait, il évolua peu à peu vers une vision plus sentimentale et psychologiquement fouillée du personnage, ce à quoi Susannah était certainement experte, qui faisait de Polly une fille innocente, pure et chaste en complet contraste avec le milieu d'où elle était issue, d'où une interprétation plus simple, moins travaillée, pleine de tendresse. En quelque sorte, plutôt que de viser à favoriser son épouse, Theophilus Cibber aurait anticipé cette mutation en la proposant, car il voulait une Polly tendre et pathétique plutôt qu'une héroïne piquante et vive comme peut en effet l'être Lucy, plus âpre et prête au crime. Ainsi la Polly de 1737 convenait au public des débuts de l'opéra-ballade, celle de 1742 à un auditoire désormais capable de dissocier la nature d'un rôle théâtral de la persona projetée par son interprète.
On peut s'étonner d'un tel engouement pour une pièce somme toute banale, mais ce serait oublier qu'il s'agit d'une œuvre lyrique en anglais, un opéra-ballade, ancêtre de l'opéra comique à la française, et que la musique, composée par Johann Christoph Pepusch, séduisait autant sinon plus que l'intrigue, les deux interprètes étant d'excellentes sopranos. Les auditoires étaient populaires, à la différence de ceux des opéras italiens ou de Haendel, musicien de cour, et se régalaient du réalisme et de la satire, sujets alimentant les conversations à la sortie du théâtre tandis que les airs principaux étaient chantonnés dans les rues,.

##### La conception du rôle
La Polly de Kitty Clive aurait donc été atypique, encore que certains l'ont longtemps crue conforme à la vision de John Gay, comme en témoigne une lettre au Daily Journal de 1736. L'auteur de l'opéra était bien en peine de donner son opinion, puisqu'il était décédé en 1732, mais plusieurs voix se sont autorisées de sa persona pour valider leur propre perception du rôle. En pleine tempête, la figure de Gay avait même été convoquée sur scène dans un divertissement théâtral visant sans doute à alimenter la polémique plutôt qu'à l'enrichir ou l'apaiser. Gay apparaissait au milieu de l'interlude comique de Henry Woodward, The Beggar's Pantomime (« La Pantomime du mendiant ») monté par John Rich à Lincoln's Inn's Fields, où avait été créé The Beggar's Opera (« L'Opéra du gueux ») en décembre 1736. Parmi la liste des personnages, se trouvaient une certaine Mrs Roberts, censée jouer le rôle de Polly, ainsi qu'une Mrs Hamilton, présentée comme sa rivale. Derrière ces deux figures se reconnaissent Clive et Cibber, d'autant que le prologue de la troisième édition de la pièce fait explicitement allusion à la querelle des deux actrices :
| God prosper long our noble King Our Lives and Safeties all. A Woeful quarrel late there did, In Drury Lane befall To charm the pit with Speech and Song. Dame Cibber took her Way Players may rue, who were unborn, The Quarrel of that Day Cibber, the Syren of the Stage A Vow to Heav'n did make Full Twenty nights in Polly's Part She'd make the Play-house shake When as these tidings came to Clive; Fierce Amazonian Dame Who is thus, in Rage she cries; Dares rob me of my Claim. | Que Dieu protège longtemps notre noble Roi Et notre vie comme il assure notre salut. Une bien triste querelle naguère est survenue à Drury Lane, pour enchanter le parterre de mélodies et de vers. Dame Cibber prit la décision de suivre sa voie Les jeunes acteurs peuvent regretter La dispute de ce jour-là, Cibber, sirène de la scène, Au Ciel avait formulé un vœu, et vingt soirées durant, dans le rôle de Polly, De frissons elle remplit la salle, Jusqu'à ce que la nouvelle arrivât à Clive ; Et telle une amazone farouche, La dame s'exclama en rage : Qui donc ose ainsi me voler mon dû ? |

##### L'épilogue de la controverse
Quoi qu'il en soit, lorsque les esprits se furent apaisés, Kitty Clive tint à s'adresser au public pour le prier de bien vouloir excuser les désagréments causés par cette dispute, en particulier le fait que l'affaire ait été portée jusqu'à la presse. Elle en tira également une leçon : quand, en 1744, Charles Macklin et David Garrick échouèrent dans leur tentative d'ouvrir un troisième théâtre pour briser le monopole des deux actionnaires principaux, elle se retrouva pendant quelque temps sans emploi ; plutôt que de laisser à d'autres le soin de se défendre, elle publia son pamphlet pour expliquer sa situation et celle de ses collègues. Elle y déplorait avec acrimonie la perte de la rente annuelle qu'elle percevait depuis neuf ans, et comment elle avait découvert qu'elle n'était plus engagée en voyant d'autres noms remplacer le sien sur les affiches, ce qu'elle qualifiait d'« injustice sans précédent ». Pendant cet épisode, elle envisagea d'aller se produire à Dublin où elle avait été particulièrement bien reçue en 1741, mais n'en eut pas le temps. Juste après la publication de son pamphlet, elle organisa le 2 novembre un concert de gala au Haymarket à la demande de Frederick et Augusta, prince et princesse de Galles, auquel assista tout ce que Londres offrait, selon Theophilus Cibber, de personnes de distinction,. Claude Rich, le gérant du théâtre royal, reconnut aussitôt le pouvoir de l'actrice et la réembaucha à Druty Lane le mois suivant, quoiqu'en des termes moins favorables. De toute façon, David Garrick obtint, avec Lacy, la licence de Drury Lane en 1747 et désormais, sous leur co-gestion, la carrière de Kitty se trouva encore plus solidement ancrée, la seule escarmouche notable concernant l'organisation de représentations de gala avec Edward [Ned] (1728 ?-1776) Shuter, l'un des plus grands acteurs et chanteurs comiques de son temps,.

#### La parenthèse conjugale
En 1732 elle épousa George Clive, avocat, parent du Baron Clive, mariage peu heureux qui conduit à une séparation sans divorce par consentement mutuel. Bien peu est connu sur cet épisode de sa vie, sinon qu'à partir d'octobre 1733, Kitty apparut sur les affiches du théâtre en tant que Catherine Clive et non plus Raftor. Il est vraisemblable que la cérémonie avait eu lieu pendant l'été, période de relâche avant le commencement de la nouvelle saison et que la séparation intervint en 1735 après deux années d'une vie commune houleuse. Chetwood n'évoque cet épisode qu'en une phrase : « Je garderai le silence sur les affaires conjugales, mais tout au long de notre longue amitié, je n'ai jamais imaginé un instant qu'elle pût mériter d'être maltraitée »,. Kitty Clive était alors financièrement indépendante et, parce qu'elle ne prit jamais d'amant, du moins officiellement, elle garda son honneur intact aux yeux du monde, ce qui contribua grandement à changer le regard public sur les actrices, suspectées en général de mener une vie de débauche et de dissipation. Sa gloire éclipsa bien des acteurs masculins et elle était sans doute mieux rétribuée que beaucoup, renommée méritée par son talent exceptionnel,.

#### La défense des artistes
Kitty Clive prit un rôle de plus en plus important dans la défense des acteurs et des gens travaillant pour la scène au fur et à mesure que sa carrière se développait et lui apportait une notoriété grandissante.

##### La révolte de 1733
Elle avait mollement participé à la rébellion des acteurs de l'été 1733 : Colley Cibber, acteur à succès, avait vendu sa part de la licence du théâtre de Drury Lane ; son fils Théophilius, acteur dans la même troupe, s'était estimé lésé par cette transaction. Le conflit s'envenima, la presse s'en empara. Une bande d'acteurs frondeurs entama une grève qui allait durer toute une saison et s'installa avec Théophilius au Haymarket. Les institutions concurrentes de Drury Lane et Covent Garden se mirent chacune d'accord pour ne pas embaucher les acteurs qui auraient déserté l'autre : mais, malgré cette tentative de court-circuiter leurs revendications, les acteurs finirent par avoir gain de cause un an après le début du conflit.
C'est de cet épisode que naquît Stage Mutinies or, A Playhouse to be Let (« Mutineries de scène, théâtre à louer ») qui rencontra un succès appréciable. Cette pièce parodie l'ensemble du débat sur le mode burlesque en présentant des acteurs égoïstes (ils refusent de jouer des rôles qu'ils jugent « indignes »), dans des costumes démodés, et dont les tirades hyperboliques sur la « liberté », aux tonalités anti-Walpole, cherchent surtout à camoufler des motivations bassement pécuniaires. De leur côté, les gérants sont aussi représentés comme mus par la cupidité et l'intérêt matériel, mais avant tout la soif de pouvoir : obsédés par leurs comptes, ils considèrent les acteurs comme de simples « vassaux »,. Cependant, lors de la controverse l'opposant à Theophilus Cibber en 1736 à propos du rôle de Polly Peachum, elle concluait une publication envoyée à la presse en ces termes : « C'est pour moi un réconfort de penser que, comme je me suis toujours efforcée au mieux de mes possibilités de lui [le public] plaire en tant qu'actrice, quelque qu'ait pu prétendre la méchanceté de mes ennemis, cela n'aura été d'aucun impact ni d'aucune influence sur mes amis »,.

##### La révolte de 1743
Dans les années quarante, cependant, sa notoriété, supérieure à celle d'autres grands noms de la scène tels que Lavinia Fenton et Susannah Cibber, lui permit de prendre une part beaucoup plus importante dans le conflit et de faire ouvertement entendre sa voix : c'est à cette fin qu'en 1744 elle publia son pamphlet, The Case of Mrs Clive submitted to the Publick, dans lequel elle s'en prit directement aux directeurs de théâtre (the Managers).
De fait, les conditions de travail au début des années 1740 n'étaient pas faciles pour les acteurs, sans doute en raison de l'incompétence et de l'arrogance de Charles Fleetwood, le directeur de Drury Lane, et de son trésorier Pierson, sans compter certains artistes à leur solde, comme Charles Macklin, qui les secondaient en essayant de faire temporiser les mécontents, acteurs, ouvriers, créanciers. Cependant, avec l'arrivée de David Garrick, passant du théâtre de Goodman's Fields à Drury Lane vers la fin de la saison 1741-1742, et le mécontentement grandissant de Kitty Clive s'ajoutant à la morosité ambiante, tous les ingrédients se trouvaient réunis pour qu'éclate la révolte sous la coupole déjà vermoulue. Lorsque Kitty Clive fait appel à « la faveur du public avec l'encouragement de ses amis », elle frappe exactement au cœur du problème, l'injustice, l'oppression, menaces permanentes contre la « coutume, la tradition, l'usage » (Custom), notion récurrente sous sa plume. Elle parle des salaires, vitaux pour « la liberté et la survie » de tous, soumis au bon plaisir à l'incurie des maîtres des lieux, Fleetwood pour Drury Lane et Christopher Rich pour le Haymarket, qui, loin de faire jouer la concurrence, s'entendent illicitement, selon elle et d'autres qui défendent le même point de vue, sur le dos de ceux qui les font vivre dans l'opulence, favorisés qu'ils sont par l'exclusivité octroyée à leurs établissements réciproques par la loi de 1737. Tel est vraiment le principal souci : « Que se passera-t-il, s'exclame-t-elle, si un accord de cartel est conclu entre les deux directeurs, sinon que les acteurs seront soumis à leur entier bon vouloir », ?
Elle s'y emploie également à fustiger l'opinion générale pour le peu de considération qu'elle témoigne envers les acteurs et actrices en les assimilant à des mendiants ou des prostituées.

#### Les hommages multiples
Au cours de sa carrière et au-delà, Kitty Clive reçut des critiques, mais surtout de vibrants hommages ou des témoignages d'amitié, d'admiration et de respect.

##### L'amitié de Horace Walpole
Très tôt, Horace Walpole, plus jeune fils du premier ministre Robert Walpole et futur 4e comte d'Orford, homme politique, écrivain et esthète, auteur en 1764 du Château d'Otrante inaugurant le genre du roman gothique (gothic tale) et créateur du concept de sérendipité, l'a prise en amitié, ce qui se manifesta par le don d'une villa à Twickenham, non loin de sa somptueuse demeure, où elle logea dès 1740, louant un appartement à Londres pendant la saison, mais aussi que par sa présence enjouée dans leur correspondance qui montre que le parlementaire éprouvait pour elle des sentiments très forts, quoique toujours restés platoniques.
En 1768, Walpole mentionna dans une lettre à un ami que Kitty Clive se préparait à quitter le théâtre et, de fait, l'affiche d'avril 1769 signale que ce serait « la dernière apparition de Mrs Clive sur la scène ». Après plus de quarante années de succès, l'actrice avait amassé suffisamment d'argent pour vivre dans l'aisance : son salaire en 1744 était de 300 £ annuelles et son bonus doublait en général cette somme ; en 1765, si les émoluments étaient les mêmes, le bonus était majoré. Certes, Kitty Clive avait de lourds frais professionnels, des leçons de chant à payer pour entretenir sa voix, une garde-robe à renouveler, etc.. Cependant, elle savait gérer son argent et sa retraite fut sur ce point sans souci.

##### Témoignages divers

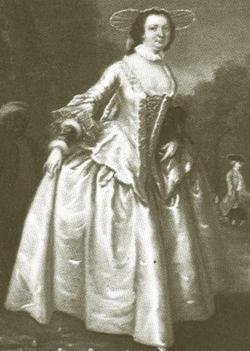
Kitty Clive sur scène, probablement saluant l'auditoire.

Henry Fielding lui-même la complimenta dans sa préface à The Intriguing Chambermaid (« L'Intrigante Femme de chambre ») en 1734 où elle jouait le rôle-titre, écrivant d'elle en conclusion : « la meilleure femme, la meilleure mère, la meilleure fille, la meilleure sœur et la meilleure amie »,. Il n'a pas été le seul, les panégyriques sont nombreux, ceux d'Arthur Murphy, de David Garrick, du Dr Johnson, d'Oliver Goldsmith, de Horace Walpole. Johnson les résume tous à sa façon : « Ce que Clive fit de mieux, elle le fit mieux que Garrick […] ; je n'ai jamais vu tant de joyeuse gambade dans la nature »,. Quelquefois critiquée pour son rendu d'héroïnes tragiques, telle l'Ophélie de Hamlet : « De l'Ophélie de Mrs Clive, je dirai seulement mon regret que la première actrice comique au monde se soit fourvoyée au point d'y essayer son talent », ou Portia dans Le Marchand de Venise avec Charles Macklin en Shylock, elle excellait dans l'affectation, pouvant tour à tout incarner une Lady Fanciful (The Provoked Wife [« L'Épouse provoquée »]) de haut vol et une Mrs Heidelberg  (The Clandestine Marriage [« Le Mariage clandestin »]) de la dernière vulgarité. « Les viragos, les rustaudes, les mal fagotées, les divines beautés, les spirituelles, les savantes, les extravagantes, les divas, tous ces spécimens féminins n'avaient de secret pour elle et elle savait déchaîner le bon rire franc et générer la joie générale que partageait le public »,. Johnson, s'adressant à Boswell, déclare à son propos : « Clive, Monsieur, est une excellente voisine de canapé. Elle comprend toujours ce qu'on lui dit et sa vivacité d'humour dépasse tout ce que j'ai vu »,.

## La dramaturge et poète
Kitty Clive est longtemps restée aux yeux de la postérité une actrice remarquable douée d'une belle voix de soprano et, à ce titre, l'idole de son temps. La critique s'est tardivement intéressée à une autre facette de sa personnalité et de son art, la création littéraire qu'elle a honorée de diverses façons. Peu de ses écrits sont encore publiés, mais les études sur le sujet ne manquent pas. Parfois s'instaure à son sujet une confusion due au fait qu'une poétesse du siècle suivant porte un nom semblable au sien, Caroline Clive (Caroline Wigley Clive, 1801–1872), et il n'est pas rare que certaines des œuvres de cette dernière soient par mégarde attribuées à Catherine Clive, en particulier une série de poèmes intitulée Poèmes by V. ,.

### Les pièces de théâtre
Kitty Clive s'est essayée avec succès à l'écriture pour le théâtre, en particulier avec des farces à caractère satirique non dénuées d'allusions féministes, par exemple The Rehearsal, or Boys (Bayes) in Petticoats (1750) (« La Répétition ou Les Garçons en jupon »), Every Woman in her Humour (« Chaque Femme selon son humeur ») (1760) et Sketches of a Fine Lady’s Return from a Rout (« Esquisses d'une belle dame de retour d'une escapade ») (1763) ; The Island of Slaves (« L'Île des esclaves »), traduction d'une comédie en un acte de Marivaux lui est attribuée,. Avec un humour certain, elle critique les défis se présentant aux actrices et cantatrices en en dénonçant les duretés. Elle y fustige également les femmes élégantes des beaux quartiers, qu'elle connaissait d'ailleurs assez mal pour n'avoir jamais été reçue en leur compagnie, ou les extravagances vestimentaires et de comportement des classes supérieures qui lui étaient elles aussi interdites.

### Les «Épilogues»
Elle a également composé des épilogues burlesques qu'elle déclamait à la fin des pièces qu'elle jouait. En son temps, la rumeur voulait que ces vers eussent été écrits par des anonymes, voire revus par des auteurs confirmés, tous évidemment masculins. Pourtant, si certains ont en effet été composés pour elle, par exemple une conclusion comique de Aaron Hill à l'adaptation de Zaïre de Voltaire, en général leur contenu est tel que sa voix se fait certainement entendre, tant par les accents du rythme que par les thèmes traités, par exemple l'accusation lancée à la face des directeurs de théâtre invoquant les déficits pour ne pas augmenter les actrices qui recevraient déjà ce qu'ils appellent des « cachets extravagants » (extravagant fees).
Voici l'extrait d'un épilogue récité en 1756 à la fin de The Apprentice (« L'Apprenti ») d'Arthur Murphy, joué en seconde partie après Oroonoko, ou L'Esclave Royal, une adaptation théâtrale par Thomas Southerne (1696) de l'œuvre éponyme d'Aphra Behn. Kitty Clive s'y identifie aux quelques modistes présentes dans l'auditoire et adresse des piques ironiques à double sens aux femmes qui passent leur vie à travailler dur pour des rétributions de misère, tout en rêvant de faire carrière sur les planches : 
| There dwells a Milliner in yonder Row Well-dress'd, full-voic'd, and nobly-built for Shew, Who, when in Rage, she scolds at Sue and Sarah, Damn'd, Damm'd Dissembler ! - I think she's more than Zara. She has a Daughter too that deals in Lace And sings - O ponder well, and Cherry Chase, And fain would fill the fair Ophelia's Place. And in her cok't up Hat, and Gown of Camblet, Presumes on something - touching the Lord Hamlet. A Cousin too she has, with squinting Eyes, With wadling Gait, and Voice like London Cries ; Who, for the stage too short by half a Story […] And, while she's traversing hers scanty Room Cries - "Lord, my Lord, what can I do at Home !" In short, there's Girls enough for all the Fellows The Ranting, Whining, Starting, and the Jealous, The Hotspurs, Romeos, Hamlets, and Othellos. Oh ! Little do those silly People know, What fearful Trials- Actors undergo; […] Then take Advise from me, ye giddy Things Ye Royal Milliners, ye apron'd Kings, Young Men beware and shun our slipp'ry Ways Study Arithmetic, and burn your plays; And you, ye Girls, let not out Tinsel Train Enchant your Eyes, and turn your madd'ning Brain. | Une modiste, là-bas dans cette rangée Beaux habits, voix pleine, noble allure, Parfois enrage contre Sue et Sarah, Fieffée maligne, on dirait Zaïre. Sa fille est dans la dentelle et, méditez ! Chante, convoitant le rôle d'Ophélie, Avide en chapeau à cornes et robe de camelot De toucher le noble seigneur Hamlet ! Elle a aussi une cousine, yeux en quinconce, Démarche de canard, voix de colporteur londonien, Qui, trop petite d'un demi-étage pour la scène Arpente sa maigre chambre en soupirant : « Seigneur, mais que fais-je donc ici ? » En somme, de filles pour tous ces beaux messieurs, Discoureurs, pleurnichards, nerveux ou jaloux, Les Hotspur, Roméo, Hamlet et Othello, il y a pléthore. Oh les sottes, elles ne savent rien Des terribles affres assaillant les acteurs […] Écoutez mon conseil, pauvres petites sans cervelle, Vous modistes du roi, vous reines en tablier, Méfiez-vous des jeunes gens, évitez nos bizarres façons, Étudiez l'arithmétique, brûlez vos pièces, Oui, vous les filles, ne vous éblouissez pas De nos paillettes, que nos frous-frous Ne tournent pas vos pauvres têtes. |

## Retraite et hommages posthumes

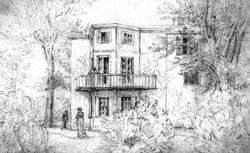
Little Strawberry Hill près Twickenham où résida Kitty Clive.
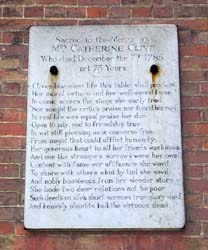
Plaque commémorant Kitty Clive à l'extérieur du chœur de St Mary's church, Twickenham.
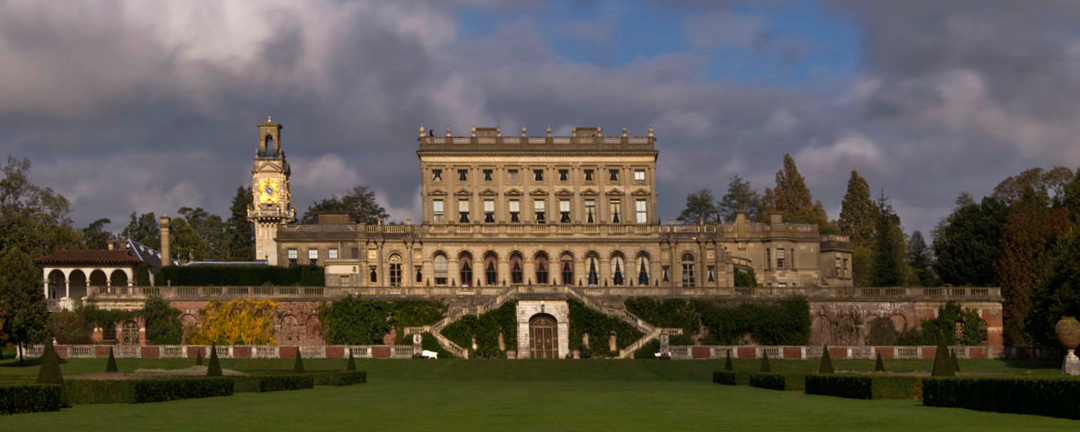
Vue panoramique du parterre du château de Cliveden.

### Une retraite paisible et heureuse
En 1769, Kitty Clive se retira à Twickenham dans la villa offerte par son ami Horace Walpole qu'il avait baptisée pour elle Clive's Den (« L'Antre de Clive »), mais qui fut bientôt connue sous le nom de Little Strawberry Hill (« La Petite Colline aux fraises »). Sa retraite fut heureuse, exempte de soucis majeurs, à l'exception de quelques maladies passagères, en particulier des accès de jaunisse qui se firent plus fréquents alors qu'elle vieillissait ; et c'est après avoir pris froid aux funérailles du lieutenant-général Henry Lister qu'elle s'alita et mourut, le 6 décembre 1785. Elle avait accueilli auprès d'elle son frère James et sa sœur pour lesquels elle assurait tous les frais. Sa vie était restée trépidante, avec des sorties quasi chaque soir, ce qui exigeait, en particulier, des soins de coiffure onéreux, autant, disait-elle plaisamment, que lorsqu'elle se produisait sur scène, à ceci près qu'avant, au lieu de lui coûter une fortune, cela lui rapportait gros.
Elle fut inhumée au cimetière St Mary's de la ville le 14 décembre et Horace Walpole répartit ses objets personnels entre ses parents et amis.

### Commémorations
Elles furent nombreuses et prirent diverses formes.

#### Plaque
La tombe de Kitty Clive porte une longue épitaphe en vers. La plaque commémorative qui la rappelle au bon souvenir de la postérité se trouve dans l'angle nord-est extérieur du chœur de l'église St Mary de Twickenham. On peut y lire :
| Sacred to the Memory of Mrs CATHERINE CLIVE Who died December the 7th 1785 aged 75 years. Clive’s blameless life this tablet shall proclaim, Her moral virtues and her well-earn’d fame. In comic scenes the stage she early trod Nor sought the critic’s praise nor fear’d his rod. In real life was equal praise her due, Open to pity and to friendship true; In wit still pleasing, as in converse free, From aught that could afflict humanity; Her generous heart to all her friends was known; And e‘en the stranger’s sorrows were her own. Content with fame e’er affluence she wav’d, To share with others what by toil she sav’d; And nobly bounteous, from her slender store She bade two dear relations not be poor. Such deeds on life’s short scenes true glory shed And heav’nly plaudits hail the virtuous dead. | Consacrée à la mémoire de Mrs GATHERINE CLIVE Morte le 7 décembre 1785 à l'âge de 75 ans ; De sa vie sans blâme cette plaque témoignera Et de ses vertus morales, comme de sa gloire si méritée. La scène comique elle foula dès son plus jeune âge Sans complaisance pour la critique ni crainte de son jugement. Égale à elle-même dans la vie de tous les jours, Ouverte à la pitié et fidèle en amitié, Agréable par son esprit, et d'une conversation exempte de tout ce qui pouvait affecter le genre humain. De chacun son cœur généreux était connu, Et même les peines des étrangers étaient siennes. Satisfaite de sa renommée et de ce qu'elle lui avait apporté Elle partageait volontiers ce que son art lui avait procuré. Noblement prodigue elle puisa dans son petit pécule Pour secourir deux parents qui lui étaient chers. La gloire entoure ces actions de la vie ordinaire Et le Ciel applaudit la vertu que recèle sa tombe. |

#### Hommage de Horace Walpole
Horace  Walpole lui-même composa un court poème à sa mémoire, inscrit sur une urne déposée dans le jardin de Cliveden à proximité du village de Taplow dans le comté de Buckinghamshire : 
| Ye smiles and jests still hover round; This is mirth's consecrated ground: Here liv'd the laughter loving Dame, A matchless actress, Clive her name. The comic muse with her retir'd And shed a tear when she expir'd | Tes sourires et tes plaisanteries volètent alentour, Ici est le lieu sacré de la gaieté, Y a vécu la dame amie du rire, Actrice hors pair, du nom de Clive. La muse comique s'est retirée Et a versé une larme lorsqu'elle a expiré. |

#### Les honneurs de la porcelaine de Bow
Un couple recto-verso en porcelaine tendre de Bow représente Kitty Clive et Henry Woodward comme « La Gente Dame » (The Fine Lady) et « Le Beau Monsieur » (The Fine Gentleman), deux personnages apparaissant dans la pièce Lethe: or, Esop in the Shades (« Le Léthé ou Ésope aux Enfers ») (1740) de David Garrick (1750-1752) ; il se pourrait que ce fût-là le premier portrait en pied de l'histoire de la porcelaine anglaise. Lethe est une pièce légère à thème mythologique dont les personnages sont en réalité des élégants et des élégantes londoniens qui assaillent Ésope de leurs petits soucis tandis qu'ils traversent le Styx en route pour les eaux du Léthé, un des cinq fleuves des Enfers, celui de l'oubli. Le « Beau Monsieur » est ainsi décrit par son interprète : « Au vrai, mon existence n'est faite que d'amusements, je m'habille en beauté, je rends visite, j'étudie, j'écris des sonnets, je me préoccupe de bon goût. Par ma naissance, mes voyages, mon éducation et mes dispositions naturelles, j'ai le privilège d'être un arbitre de la mode, le spécialiste des enchères, le médiateur des assemblées, le critique reconnu de la scène et en toutes occasions un Beau Monsieur »,.
Le fait que ces figurines aient été produites pendant une très longue période témoigne de la popularité de la pièce et de ses deux acteurs principaux. Nombre de familles désiraient les exposer dans le salon, ce qui leur donnait l'occasion de faire étalage de leur culture et leur bon goût, la porcelaine anglaise de Bow, moderne et à la mode, jouissant d'un grand prestige et passant pour un gage d'élégance et de raffinement.

### Citations du texte original
1. ↑  « Sir, I beg you would do me the favour to let me know if it was by your order that my money was stopped last Saturday »
2. ↑  « It is my  to think that as I have always endeavour'd to please them as an Actree, to rhe best of my Abilities, Whatever has been urged to the contrary by the Malice of my Enemies, will have no Weight of Ingluence upon my Friends ».
3. ↑  « what would happen from an Agreement supposed to be concluded bewixt the two Managers, which made 'em apprehend, that is submitted to act under such Agreements, they must be absolutely in the Managers Power ».

### Citations du texte des commentateurs
1. ↑  « sufficient Pasport to the Theatre ».
2. ↑  « a mixture of combustibles; she was passionate, cross, vulgar, often simultaneously ».
3. ↑  « the monstrous Roar subsided. A Person in the Stage Box, next to my Post, called out to his Companion in the following elegant Stile : "Zounds, Tom!, take Care, or this charming little Devil will save all" ».
4. ↑  « I shall be silent in conjugal Affairs; but in my long acquaintance with her, I could never imagine she deserved ill Usage ».
5. ↑  « The best Wife, the best Mother, the best Daughter, the best Sister, and the best Friend ».
6. ↑  « What Clive did best, she did better than Garrick […] ; she was a better romp than any I ever saw in nature ».
7. ↑  « Of Mrs Clive's Ophelia I shall only say, that I regret that the first comic actress in the world should so far mistake her talents as to attempt it ».
8. ↑  « country girls, dowdies, superannuated beauties, viragos and humourists, […] Opera singer […] Her mirth  was extended to the downright honest burts of laughter, the audience was sure to accompany her ».
9. ↑  « Clive, sir, is a good thing to sit by. She always understands what you say. In the sprightliness of humour, I have never seen her equalled ».
10. ↑  « "Faith, my existence is merely supported by amusements, to dress, visit, study, taste, write sonnets; by birth, travel, education, and natural abilities I am entitled to lead the fashion. I am the principal connoisseur at all auctions, chief arbiter at assemblies, professional critic at the theatres and a Fine Gentleman everywhere ».